# Бубаћево
Бубаћево (грч. Μεσιά, Месија) је насељено место у општини Пеонија у периферији Средишња Македонија, Грчка. Према попису из 2021. године било је 173 становника.
Према бугарском географу и историчару, Василу Канчову, у Бубаћеву је 1900. године живело 346 Словена хришћана, 60 Турака и 46 Рома. Због притиска грчких власти 1923. и 1924. године принудно је исељено 340 Словена у Бугарску, док је остао мали број словенских породица, као и турско становништво у Турску. На њихово место је насељено 66 грчких избегличких породица из Турске. На попису из 1928. године Бубаћево је имало 406 становника.